# Ilya Davidenok
Ilya Davidenok (19 de abril de 1992) es un ciclista kazajo.
El 16 de octubre de 2014 se anunció un positivo por EPO durante la disputa del Tour del Porvenir por lo que fue apartado de su equipo. En noviembre de 2019 volvió a dar positivo en el Tour de Fuzhou, siendo sancionado en diciembre de 2021 sin poder competir hasta el 2 de abril de 2028.

## Palmarés
2011
- 1 etapa de la Vuelta a la Independencia Nacional

2014
- Campeonato de Kazajistán de Ruta
- Vuelta al Lago Qinghai, más 1 etapa
- 1 etapa del Tour del Porvenir

2018
- Tour de Fuzhou

2019
- 1 etapa del Tour de Fuzhou